# Abracadabrella lewiston
Abracadabrella lewiston é uma espécie de aranha saltadora do gênero Abracadabrella. O nome científico desta espécie foi publicado pela primeira vez em 1991 por Marek Żabka. Essas aranhas geralmente são facilmente encontradas no sul da Austrália.